# 富樫泰成
富樫 泰成（とがし やすなり）は、室町時代の武士。
富樫泰高または富樫満春の子として誕生。後に剃髪して慈顕を名乗った。生来病弱であり、家督も父の意向により一族の富樫政親に譲られた。また、幕府と交渉する立場を取り京に住み続けたという。
文明年間（1469年-1486年）に高尾城の戦いを見ずに京で死去したという。『永享以来御番帳』や『親元日記』では文明13年（1481年）に存命とされているので没年はそれ以降とされる。